# جو إف. سميث
جو إف. سميث هو سياسي أمريكي، ولد في 25 ديسمبر 1918، وتوفي في 2 أغسطس 2013. نشط حزبياً في الحزب الديمقراطي.